# 猫は液体

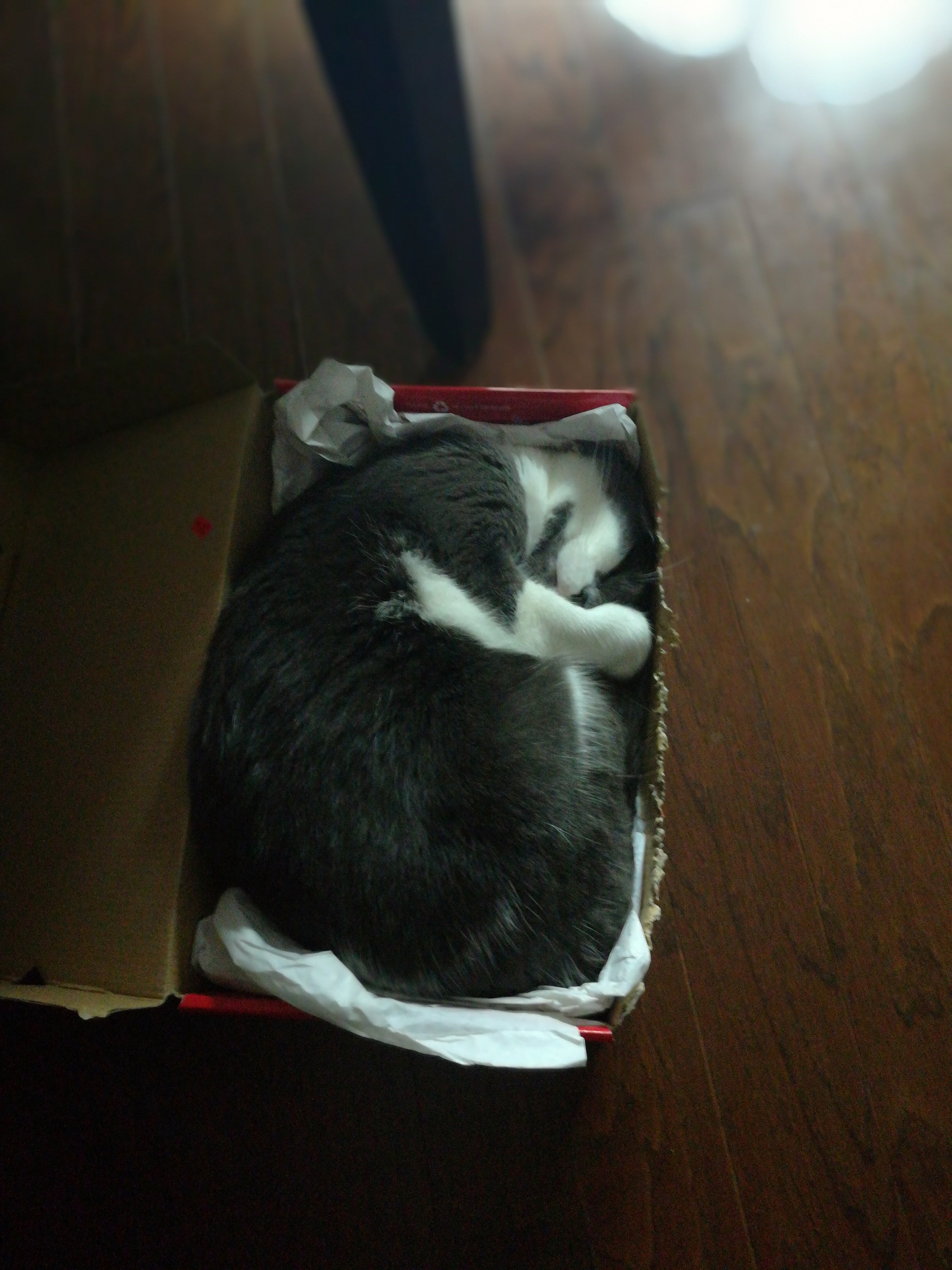
箱にぴったりとおさまる猫

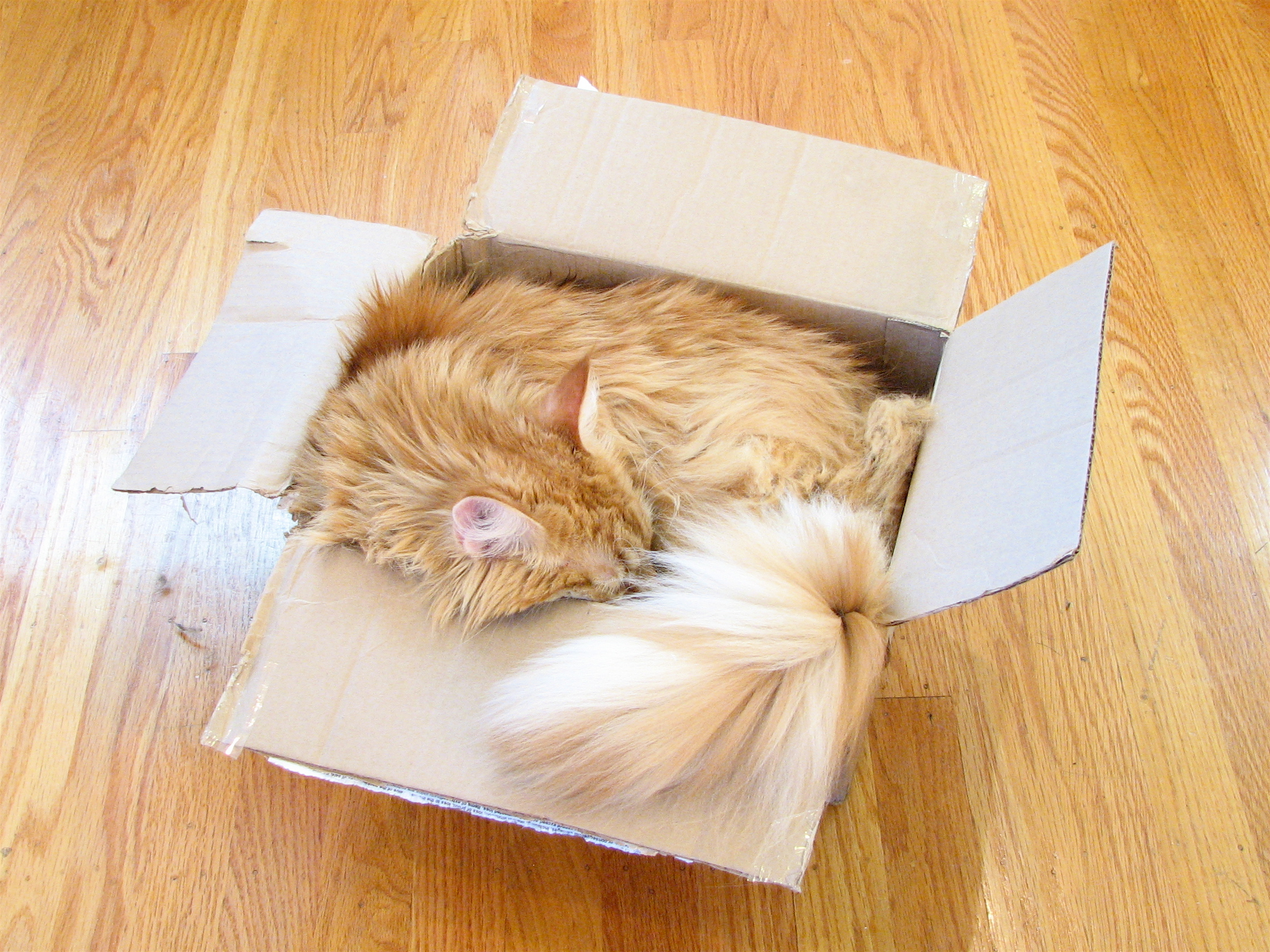
液体化する猫?

猫は液体（ねこはえきたい）は、ネコの異様な柔軟性は「液体である」とすれば説明できる、というインターネット上でささやかれている一種のジョークである。

## 猫の柔軟性
猫は非常に柔軟性が高く、関節や筋肉、靭帯も柔らかいため、自分の身体より狭い場所を通ったり、小さな容器に合わせて入ったりすることが可能である。また、高所から飛び降りたりしても、柔らかい体で衝撃をやわらげることができる。

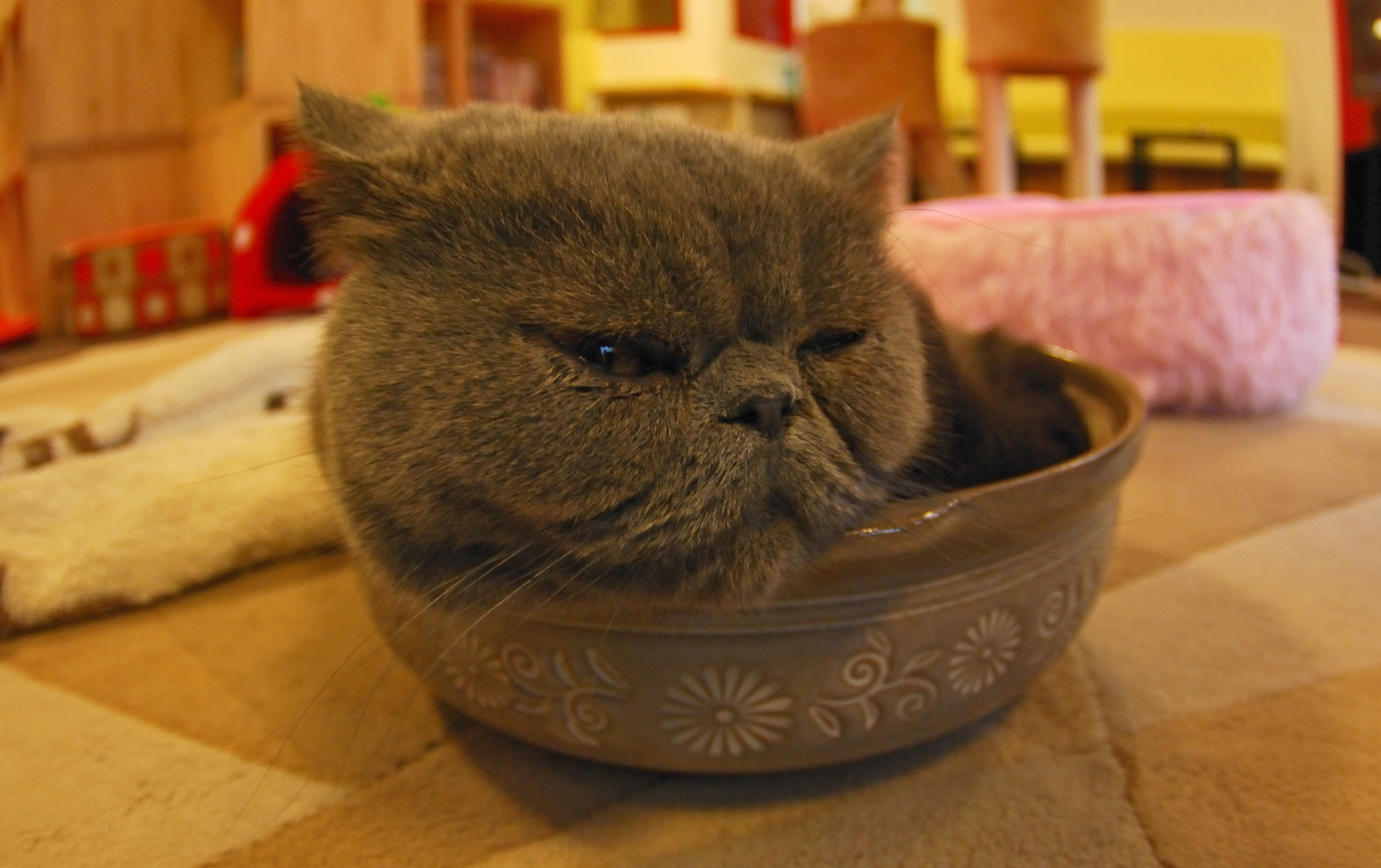
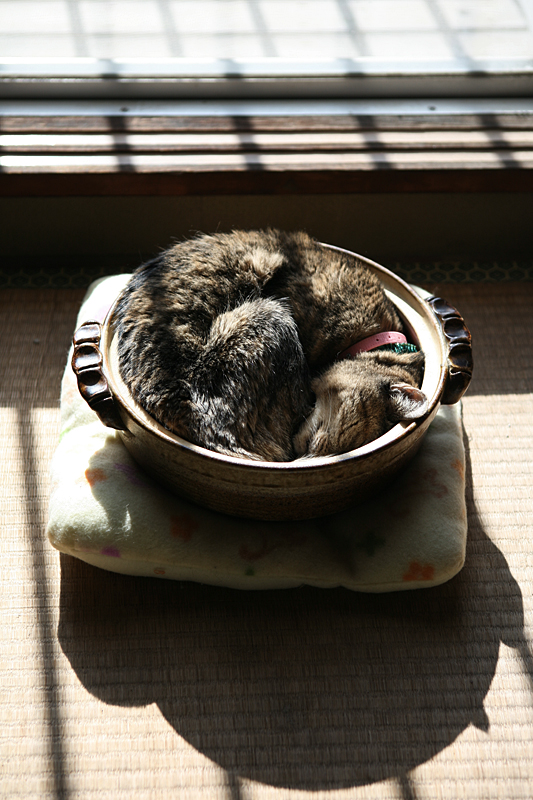
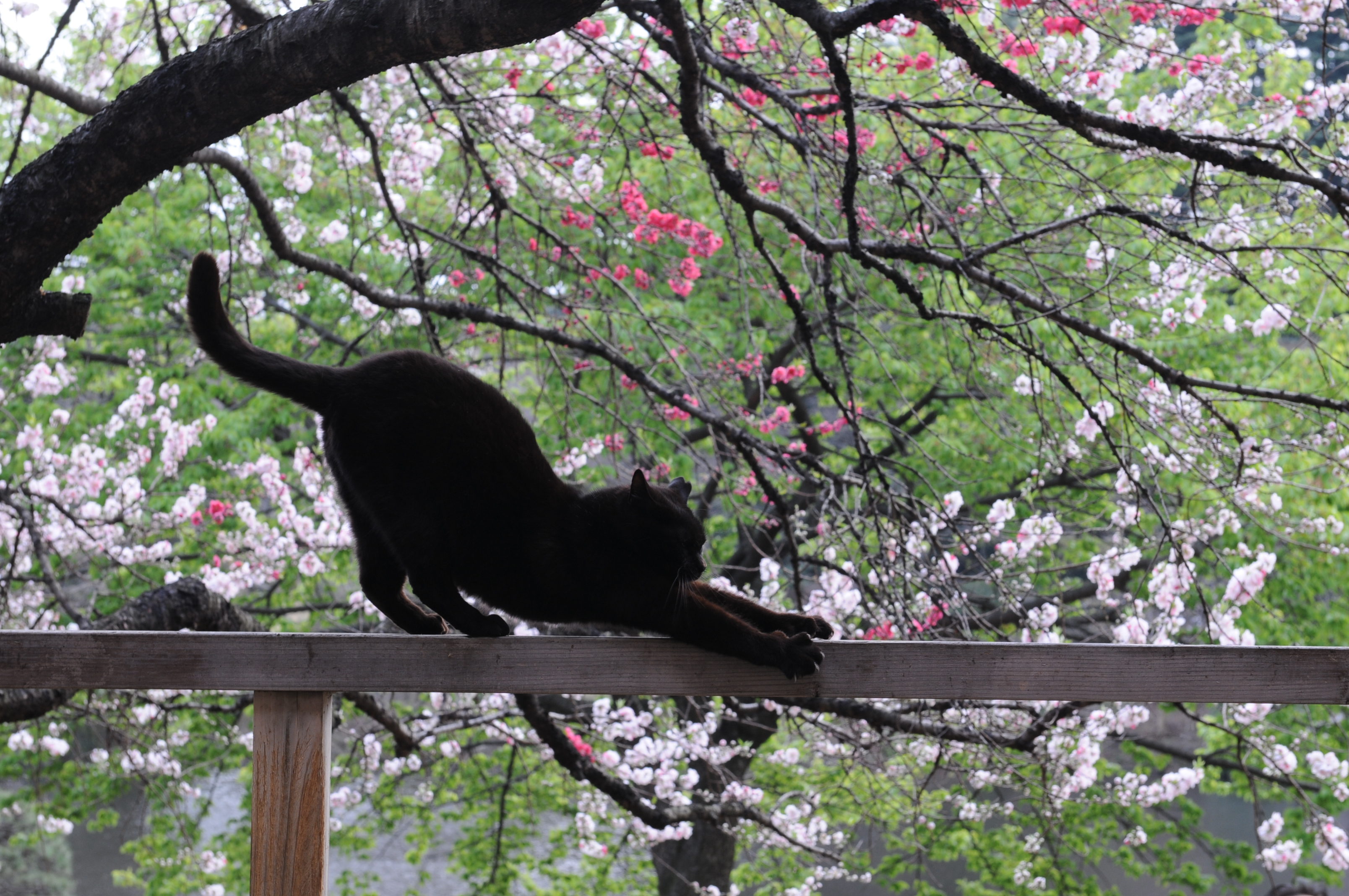
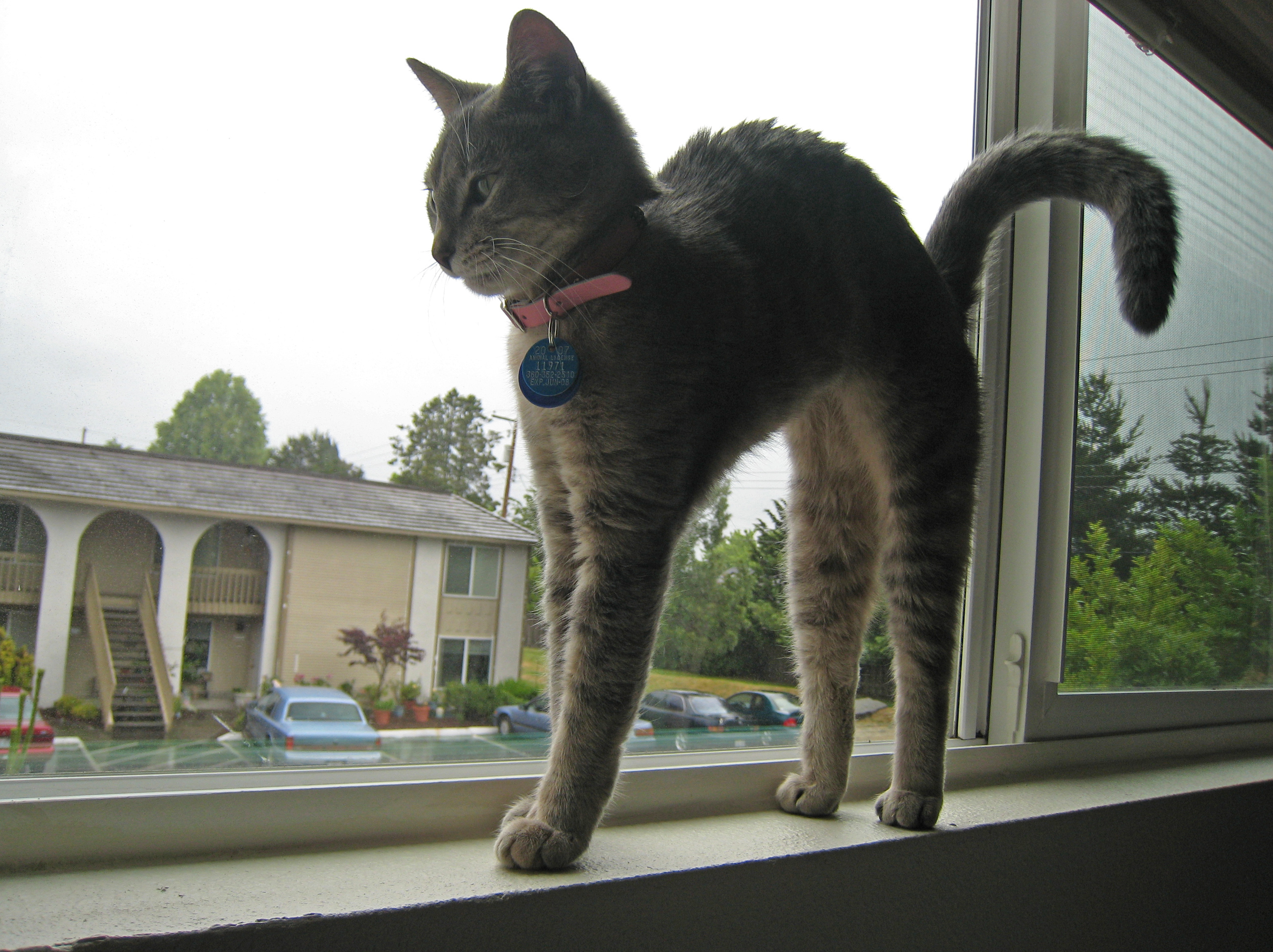
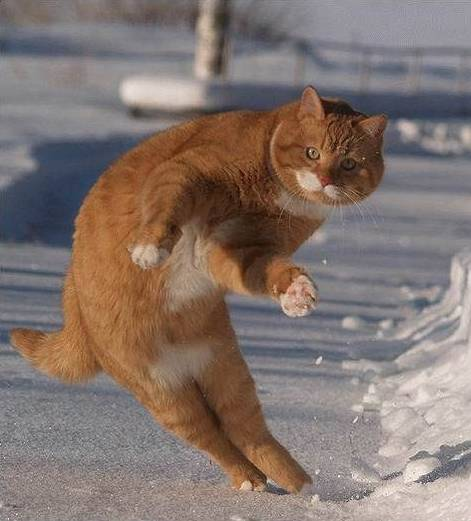
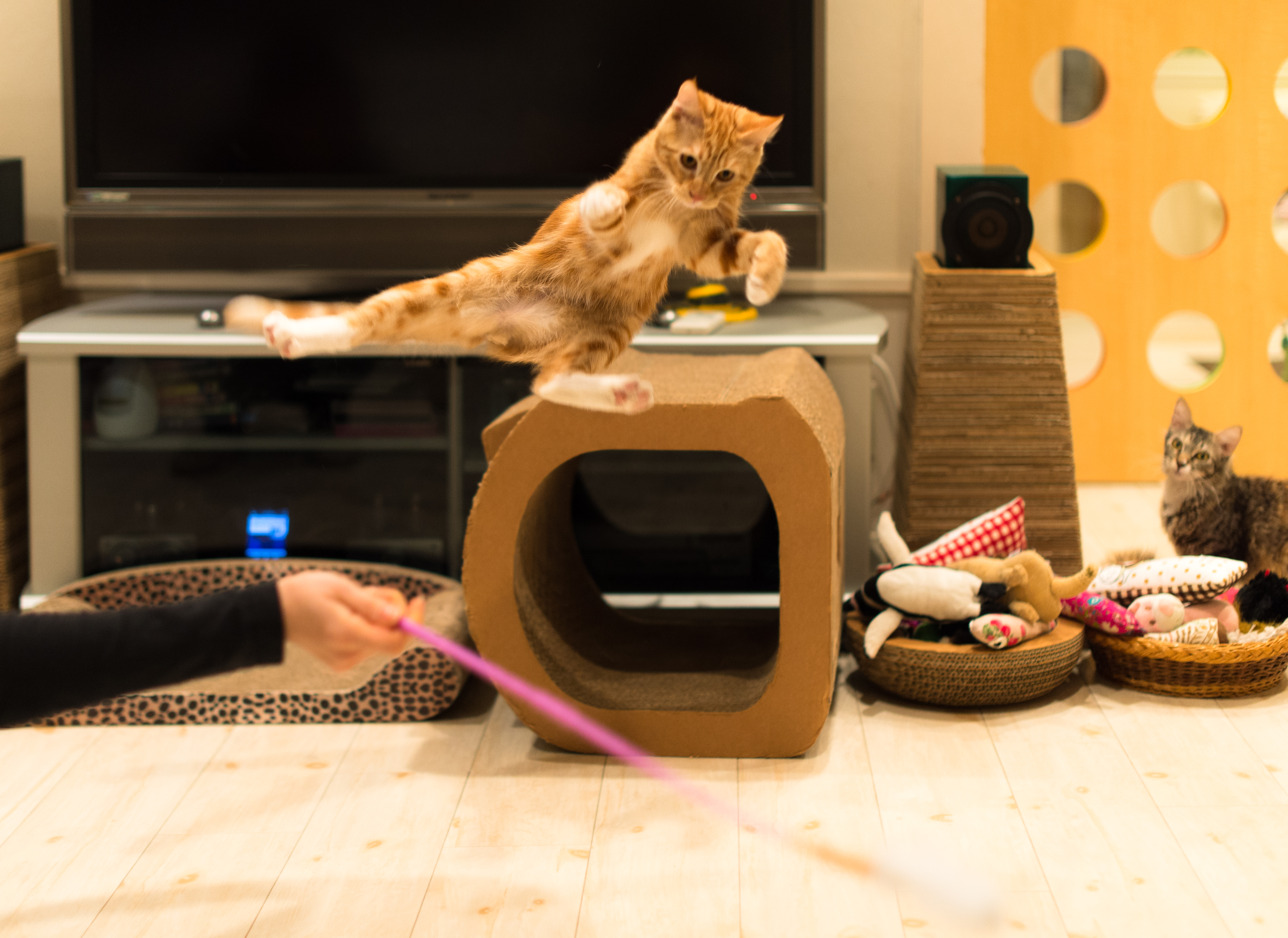
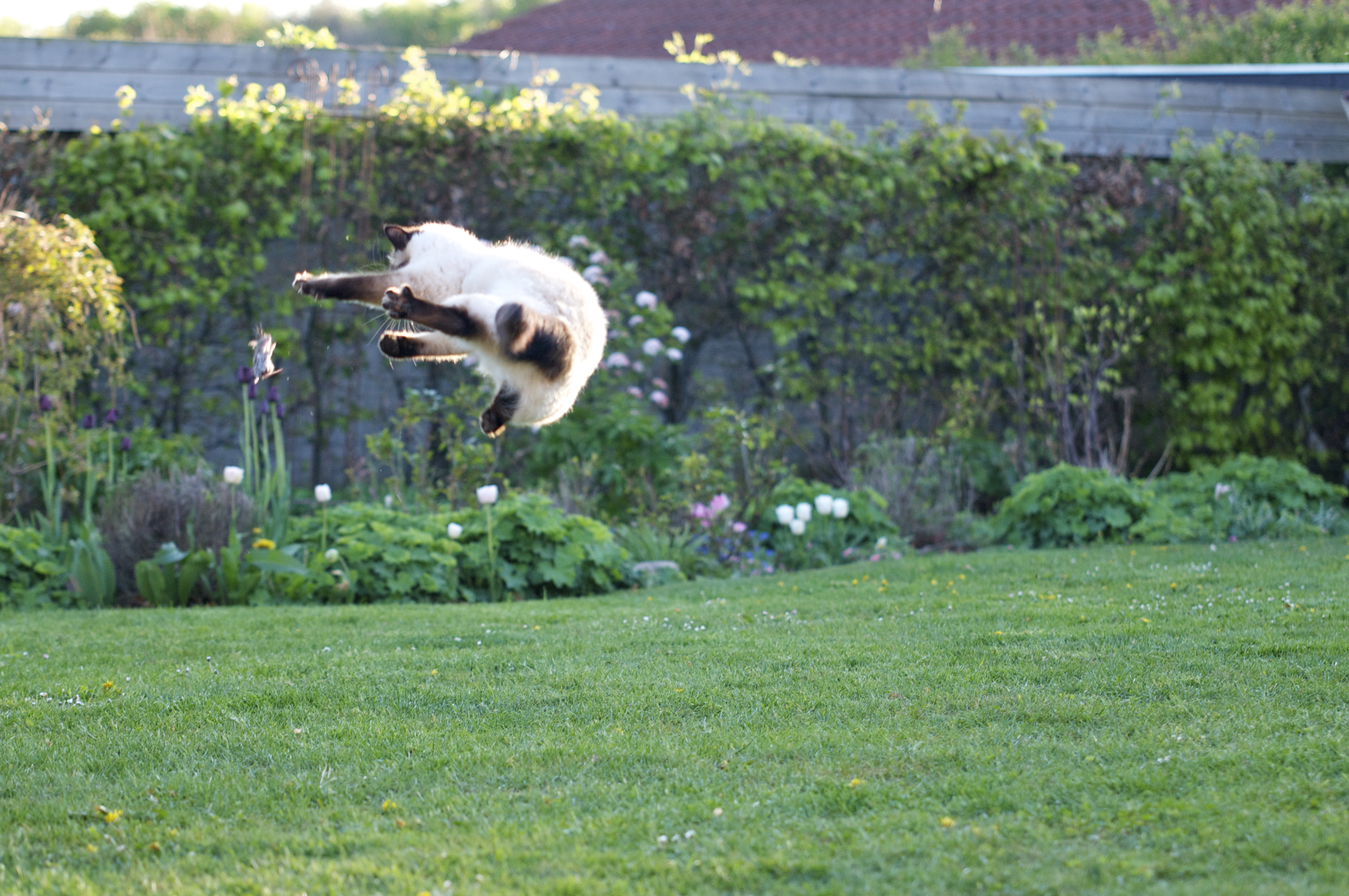
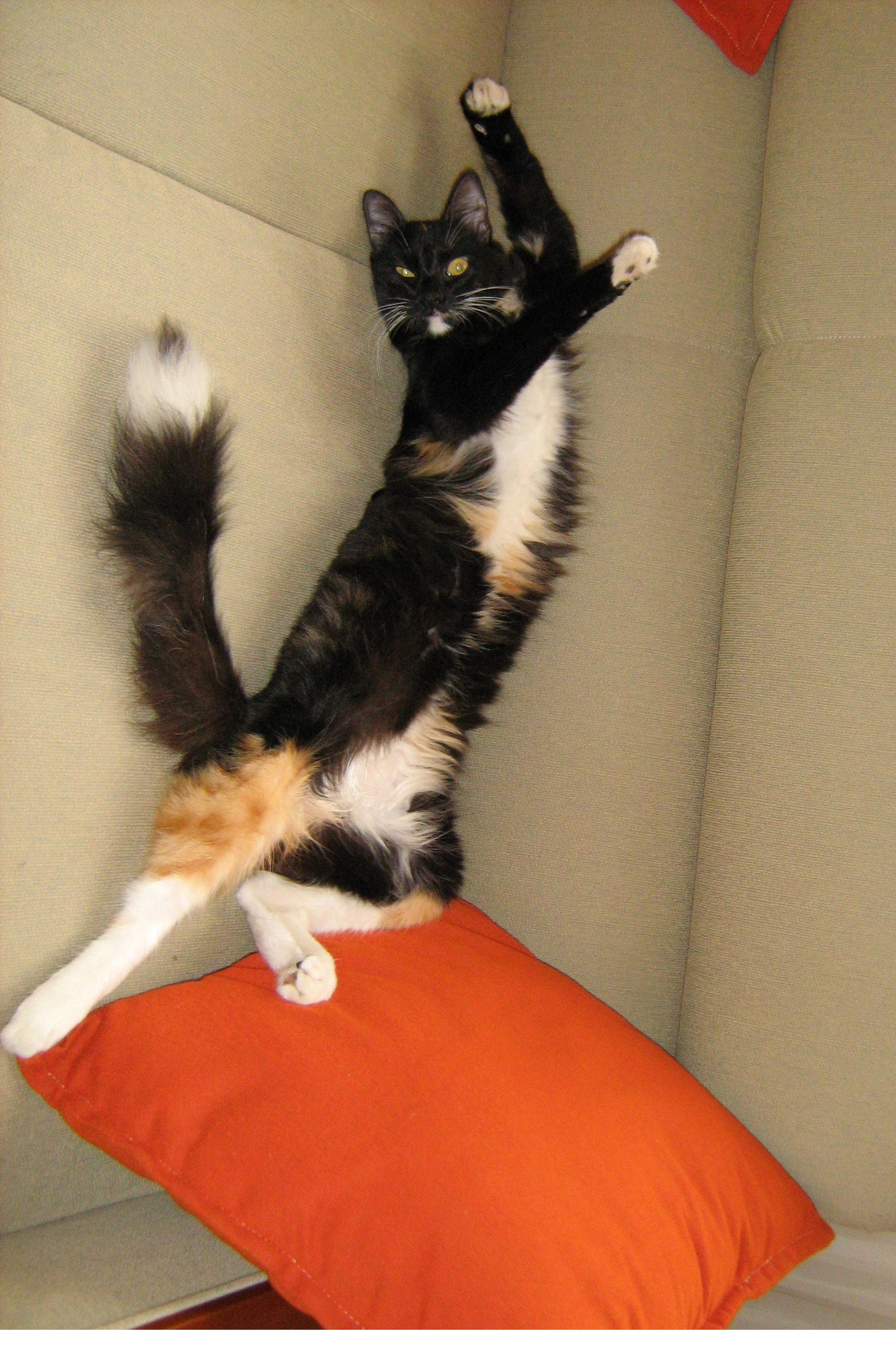

## イグノーベル賞
2017年、フランスパリ・ディドロ大学のマーク・アントワン・ファルダン（Marc-Antoine Fardin）が「猫は固体かつ液体の両方になれるのか？（Can a Cat Be Both a Solid and a Liquid?）」という研究によりイグノーベル賞の物理学賞を受賞した。
ファルダンは2014年7月に流動学協会の会報に「猫の流動学について（On the Rheology of Cats）」と題した論文を発表した。彼はこの論文の中で「固体とは、一定の体積と形を保つもの。液体とは、体積は一定であるものの形は容器に合わせて変化するもの。気体とは、そこにある体積を満すべく広がるもの」という定義に基づくならば「猫は液体である」と論じた。猫が固体であるのは自明だが、猫はグラスや花瓶に無理やり入り込んだり、箱やバケツの形状に合わせて広がったりできるため、「猫は液体の特性も持っている」と説明。彼は猫を流動体として物理的に分析し、結果として子猫より歳をとった猫の方が流動性が高いことを発見した。
授賞式のスピーチでは、容器にぴったりと入った猫の写真を例に、「写真を見るかぎり、猫は液体の定義に一致しています」と語り会場を沸かせた。また、彼の論文は「日本で最近行われた実験では、猫は孤立した液体系ではなく、その環境からストレスを転移させ、吸収できるものとして捉えるべきということが示唆された。実際に日本には、ストレスを受けた顧客が猫をもふもふして喉のゴロゴロを聞き心配事を忘れられる猫カフェというものがあるくらいだ」と締めくくられ、日本の猫カフェについても触れている。

## 諸文化

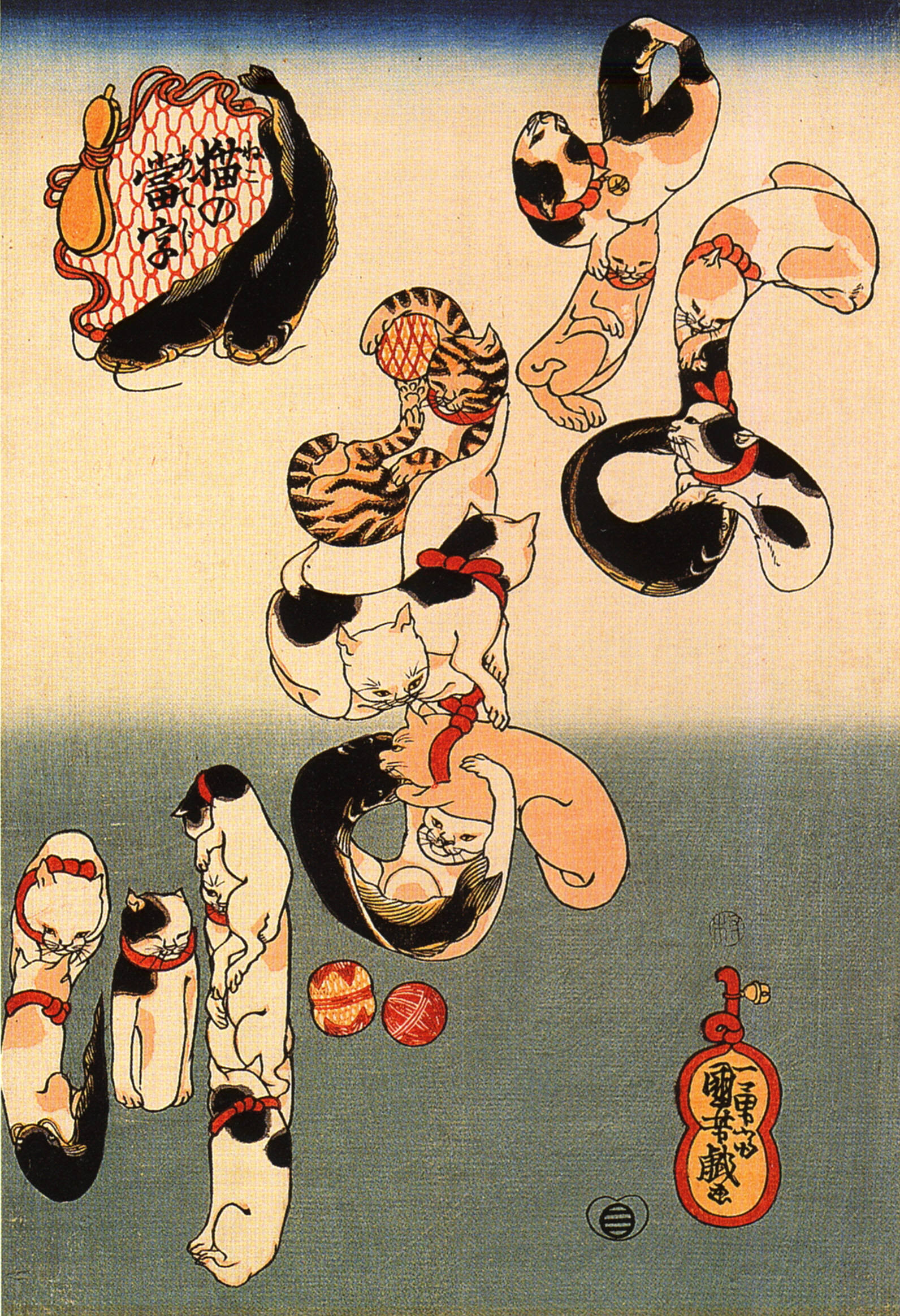
歌川国芳『猫の当字 なまづ』

古くは歌川国芳の絵画にも猫の柔軟性を表現したものが見られる。猫の彫刻で著名な西誠人の作品に、ボウルに入った猫を表現した木彫の『猫は液体』や、四角い透明な容器にぴったり入った猫を表現した『一生一緒』がある。また、画家の原游も『猫は液体』と題した絵画を描いている。
2013年頃から複数のメディアで「猫は液体であると証明する証拠写真」などと題した記事が掲載されており、これはファルダンが「猫は液体」について研究するきっかけとなった。
2019年11月26日、通信販売会社フェリシモの「猫部」が、透明な容器にぴったりと入った猫をイメージして制作した「みっちりフィット 猫は液体ポーチ」の販売を開始した。ラインナップは「ハチワレ」、「ポインテッド」、「サバトラ」の3種類。この商品は同社が同年1月に公式Twitterで募集した猫の写真をもとに制作された。